# Albeca

Diagrama representant una secció d'un tronc d'arbre:
1. Medul·la
2. Duramen
3. Albeca
4. Càmbium
5. Floema
6. Escorça

L'albeca (albenca) o albenc, l'albura, el viu, el blanc o greix de l'arbre, ço és la part jove de la fusta que correspon als darrers anells de creixença de l'arbre, produïts pel càmbium vascular en la tija d'una planta, que correspon a l'únic xilema funcional. L'albeca acostuma a tenir una color més clara.
És la part de la fusta de l'arbre que es troba per sota de l'escorça, que inclou els anells de creixement més recents. És més clara, menys densa, més permeable i conté més humitat que el duramen. Encara que la major part de les seves cèl·lules són mortes conté cèl·lules que estan fisiològicament actives (cèl·lules de parènquima). Contribueix a les funcions de suport estructural, conducció ascendent de saba i d'emmagatzematge de material de reserva. La mort del parènquima provoca la transformació de l'albeca a duramen, fisiològicament mort, en el centre del tronc. En la indústria de la fusta i la fusteria és important determinar el color de l'albeca i el duramen. L'albeca normalment no serveix per a ser treballada. L'albenc del tell té propietats curatives.

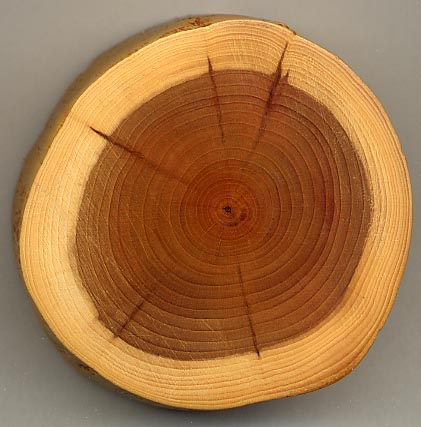
Tall transversal d'un tronc de teix, on es veuen bé 27 anells de creixement, el duramen (la fusta fosca) i l'albeca (la fusta clara).
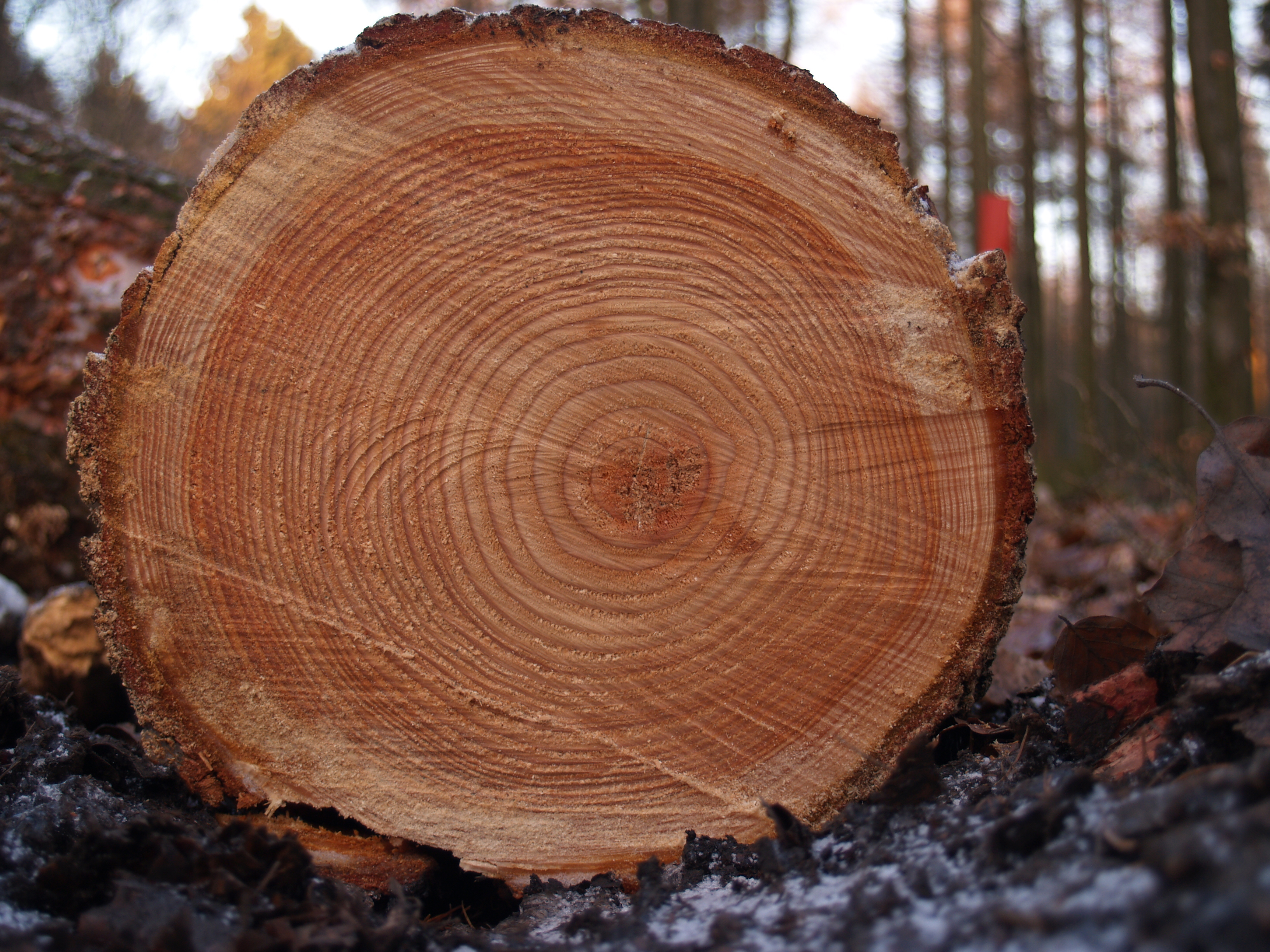
Tall transversal d'un tronc de Pinus sylvestris, on l'albeca i el duramen no es veuen de forma tan clara
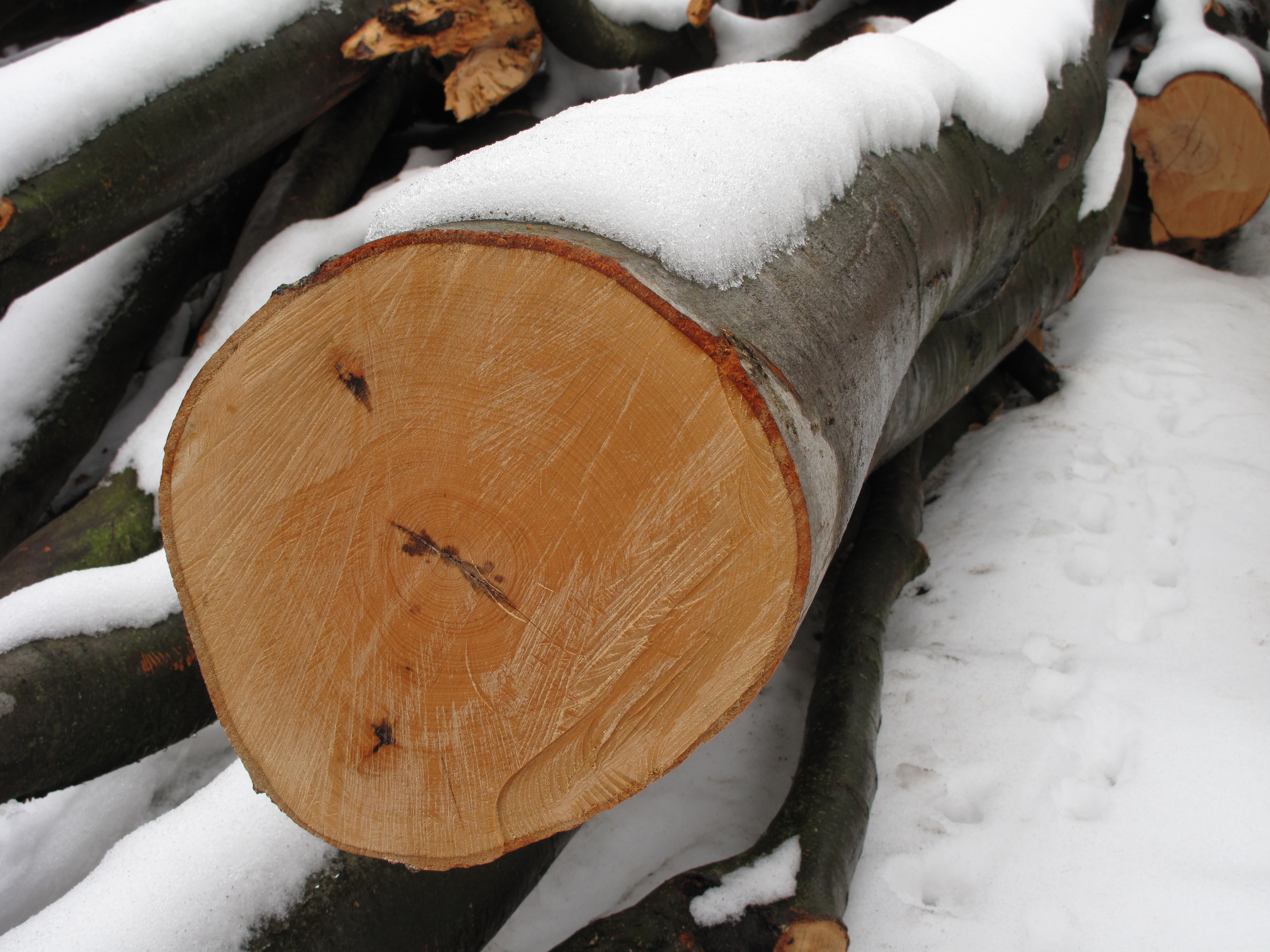
Tall transversal d'un tronc de faig, on l'albeca i duramen gairebé no es distingeixen